# B4GAT1
B4GAT1 (англ. Beta-1,4-glucuronyltransferase 1) – білок, який кодується однойменним геном, розташованим у людей на короткому плечі 11-ї хромосоми. Довжина поліпептидного ланцюга білка становить 415 амінокислот, а молекулярна маса — 47 119.
| 10         |  | 20         |  | 30         |  | 40         |  | 50         |
| ---------- |  | ---------- |  | ---------- |  | ---------- |  | ---------- |
| MQMSYAIRCA |  | FYQLLLAALM |  | LVAMLQLLYL |  | SLLSGLHGQE |  | EQDQYFEFFP |
| PSPRSVDQVK |  | AQLRTALASG |  | GVLDASGDYR |  | VYRGLLKTTM |  | DPNDVILATH |
| ASVDNLLHLS |  | GLLERWEGPL |  | SVSVFAATKE |  | EAQLATVLAY |  | ALSSHCPDMR |
| ARVAMHLVCP |  | SRYEAAVPDP |  | REPGEFALLR |  | SCQEVFDKLA |  | RVAQPGINYA |
| LGTNVSYPNN |  | LLRNLAREGA |  | NYALVIDVDM |  | VPSEGLWRGL |  | REMLDQSNQW |
| GGTALVVPAF |  | EIRRARRMPM |  | NKNELVQLYQ |  | VGEVRPFYYG |  | LCTPCQAPTN |
| YSRWVNLPEE |  | SLLRPAYVVP |  | WQDPWEPFYV |  | AGGKVPTFDE |  | RFRQYGFNRI |
| SQACELHVAG |  | FDFEVLNEGF |  | LVHKGFKEAL |  | KFHPQKEAEN |  | QHNKILYRQF |
| KQELKAKYPN |  | SPRRC      |  |            |  |            |  |            |

A: Аланін

C: Цистеїн

D: Аспарагінова кислота

E: Глутамінова кислота

F: Фенілаланін

G: Гліцин

H: Гістидин

I: Ізолейцин

K: Лізин

L: Лейцин

M: Метіонін

N: Аспарагін

P: Пролін

Q: Глутамін

R: Аргінін

S: Серин

T: Треонін

V: Валін

W: Триптофан

Кодований геном білок за функціями належить до трансфераз, глікозилтрансфераз. 
Білок має сайт для зв'язування з іонами металів, іоном марганцю. 
Локалізований у мембрані, апараті гольджі.